# Minettia cantolraensis
Minettia cantolraensis is een vliegensoort uit de familie van de Lauxaniidae. De wetenschappelijke naam van de soort is voor het eerst geldig gepubliceerd in 1998 door Carles-Tolra.